# Oppdal
Oppdal ( /ˈopːpdˌal/ (?·pàg.)) és un municipi situat al comtat de Trøndelag, Noruega. Té 6.886 habitants (2016) i té una superfície de 2.274 km². El centre administratiu de la vila és el nucli del mateix nom. Altres nuclis del municipi inclouen Lønset, Vognillan, Fagerhaug i Holan. L'aeroport d'Oppdal es troba a la part nord-est del municipi.
El poble d'Oppdal es troba en la intersecció de la ruta europea E06. El poble compta amb una estació de ferrocarril. El municipi té una superfície de 2,274.11 km2 i una població de 4,088 persones (2013).

## Informació general

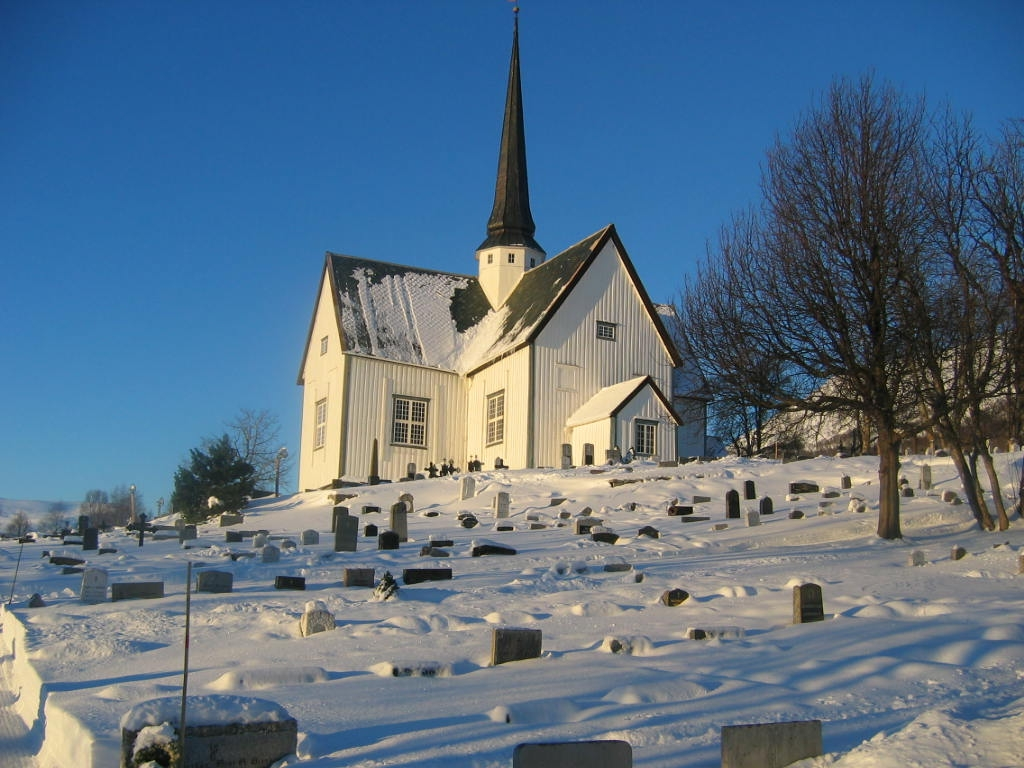
Església d'Oppdal

Oppdal fou establert com a municipi l'1 de gener de 1838. Els límits municipals no han canviat des d'aleshores.

### Nom
El nom del municipi (originalment parròquia) ve de l'antiga granja Oppdal, ja que és on es troba l'església. La forma en nòrdic antic del nom era Uppdalr. El primer element és upp que significa "superior" i l'últim element és darl que significa "vall ", per tant val superior. Històricament, el nom també s'escrivia Opdal.

### Escut d'armes
L'escut de és dels anys 80. Se'ls va concedir el 19 de febrer de 1982. Les armes representen una cruïlla, des de Oppdal és un important centre de comerç i transport. Tres carreteres importants van a Trondheim (i en altres nuclis) i es creuen al municipi, i històricament l'àrea va ser utilitzada per a reunions, a causa d'aquest fet.

### Esglésies
L'Església de Noruega té tres parròquies al municipi d'Oppdal. Formen part de la Diòcesi de Nidaros. Les esglésies estan repartides en tres de les entitats de població, entre elles Oppdal (el centre administratiu).

## Història
Oppdal és una comunitat alpina datada per primera vegada a l'edat del ferro noruega. Es troba entre Trondheim, la serralada Dovrefjell, i Sunndal a la costa oest. Això es reflecteix en els tres raigs en l'escut d'armes del poble.
Després del 600 CE, hi havia al voltant de 50 granges de la zona, i aquest nombre va créixer en l'era vikinga. Al municipi s'hi han trobat joies i altres peces procedents de les Illes Britàniques. Això indica que la zona era relativament pròspera i va participar en el comerç viking. Hi ha hagut més de 80 troballes d'almenys dos tipus diferents de puntes de fletxa a la zona.
Les troballes arqueològiques a Oppdal indiquen que hi va haver disparitats econòmiques menys pronunciats que a Noruega en altres llocs. Esforços comunals per mantenir a ratlla la fam i compartir càrregues semblen haver estat comunes al llarg de diversos segles.
Durant l'era cristiana, els santuaris pagans i túmuls van ser reemplaçats per esglésies i capelles. Cinc esglésies rurals es construïren a Oppdal al principi de l'era.
Oppdal es va veure especialment afectada per la pesta negra, el que va portar a l'abandonament d'un nombre d'explotacions. Amb un empitjorament del clima, la comunitat no s'havia recuperat 170 anys més tard, i només hi havia 35 granges i 350 persones que van quedar. Només una església de les cinc estava encara en ús. Encara el 1742, la gent a Oppdal podia morir de fam.
A principis del segle xvii, la fortuna d'Oppdal van tornar i la població va créixer. El 1665, 2.200 persones vivien a Oppdal, i una nova església va ser construïda, l'Església d'Oppdal, que es manté fins avui. Des del segle xviii, els habitants d'Oppdal han realitzat importants inversions en l'educació, el que porta a la creació de diverses escoles rurals petites i, recentment, una escola secundària.
Al segle xix, l'augment de la fecunditat i de la mortalitat va portar a un creixement de la població que no va poder ser sostinguda pels recursos agrícoles. Molts es van convertir en arrendataris, i, finalment, una gran proporció de persones d'Oppdal van emigrar als Estats Units. La població va disminuir fins a 1910, quan el ferrocarril d'Oslo va crear feina i va obrir la zona per al turisme. El 1952, el primer remuntador obert, i amb noves expansions el municipi ofereix ara una de les majors xarxes de descens de Noruega.
El 2013, la Norsk Rikskringkastingva (NRK) dir que un polític del Partit Laborista estava lluitant contra l'establiment d'un centre de refugiats.

## Geografia

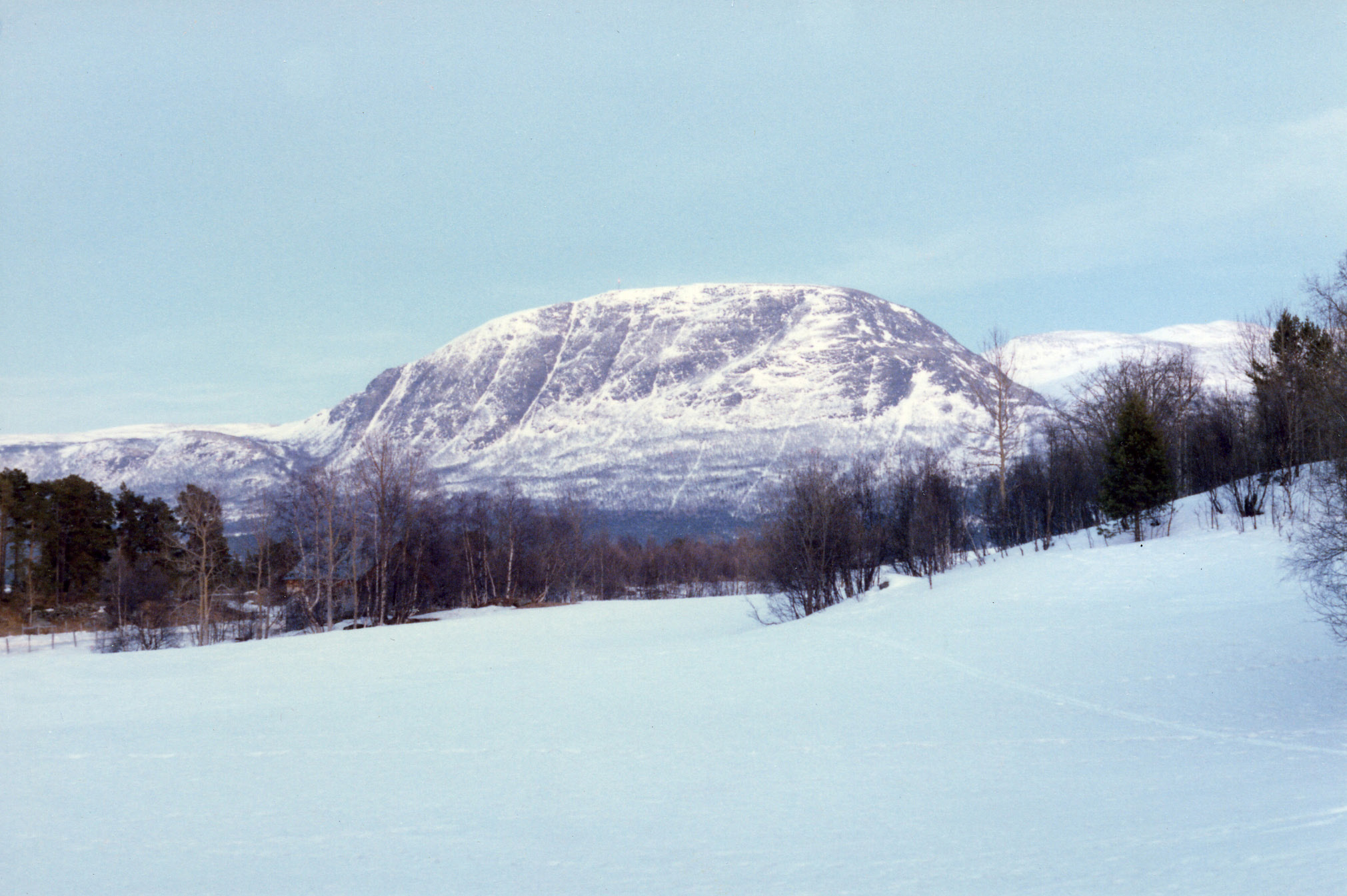
Storskrymten

Oppdal limita al nord amb Rennebu (Sør-Trøndelag) i amb Surnadal (Møre og Romsdal). A l'oest limita amb Rindal i Sunndal (els dos de Møre og Romsdal). A l'est limita amb Tynset (Hedmark). I al sud limita amb Folldal (Hedmark), i amb Dovre (Oppland).
La ruta europea E06 passa a través del centre d'Oppdal cap al nord i al sud.
La part sud-est de la serralada Trollheimen es troba dins el municipi. El municipi cobreix una àrea equivalent a tot el comtat de Vestfold. El centre administratiu municipi es troba a 545 metres sobre el nivell del mar. El 2001, la seva aigua potable va ser nomenada la millor de Noruega.

La major part de la superfície d'Oppdal és muntanyosa, amb grans àrees boscoses. El cim de Storskrymten 1.985 metres, és el punt més alt del municipi. 

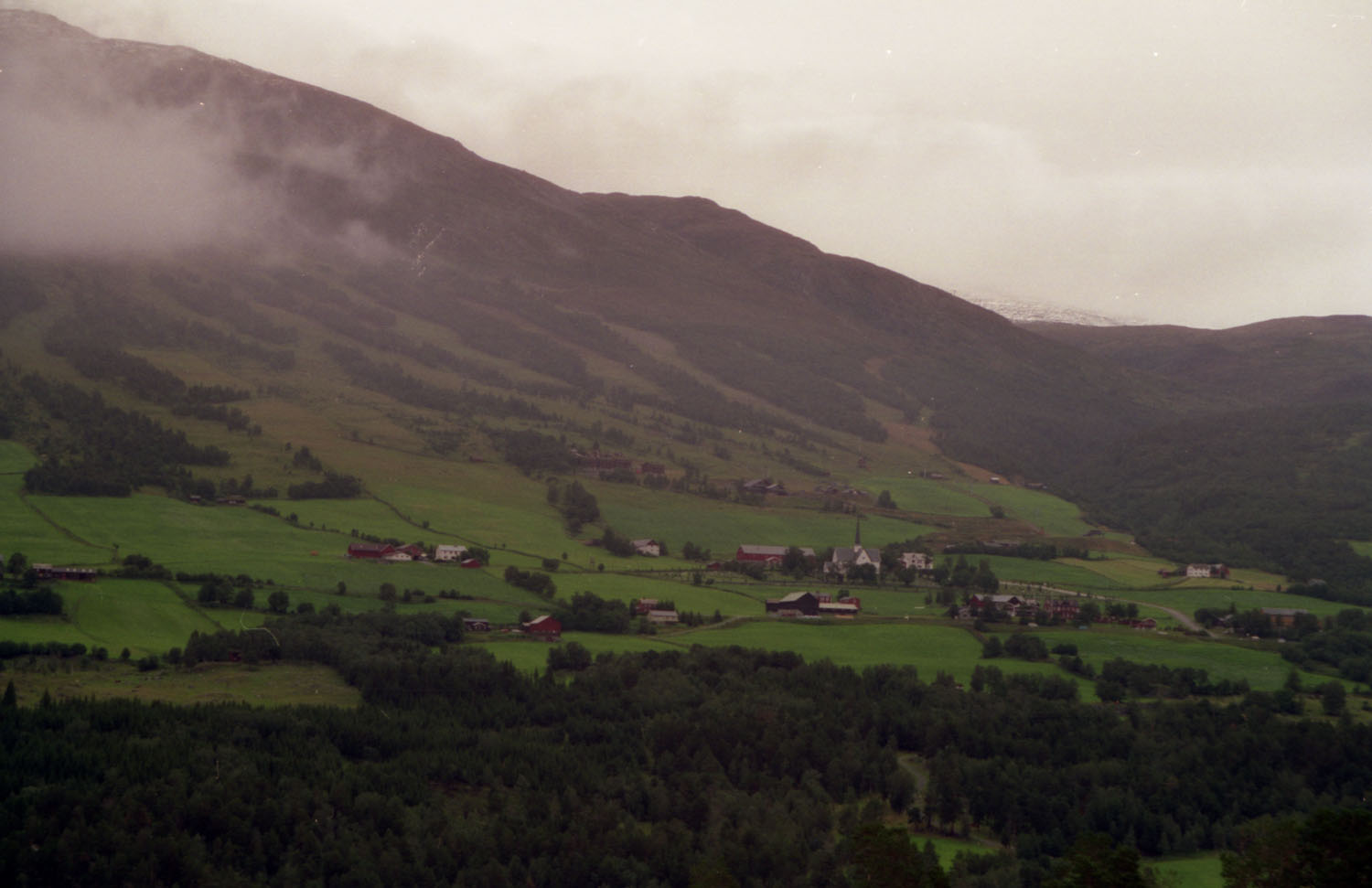
Vista d'Oppdal, amb l'església principal, coneguda localment com "Marit Vang"

A les valls hi ha rierols i rius que estan envoltades per boscos d'avets i pins, tot i que segons el lloc els bedolls predominen. Hi ha diversos llacs en el municipi, sent el més famós el Gjevilvatnet, un llac particularment pintoresc, amb rutes de senderisme i esquí de fons al voltant d'aquest.
L'herba baixa i els prats alpins proporcionen pastura per a les ovelles a l'estiu. Els agricultors de la zona, cacen, pesquen i lloguen cabanes.

### Clima
El clima del municipi és continental i dur, fins i tot per a la població estàndard noruega. Entre altres coses, les serps mai han arribat a Oppdal, i la neu no és inusual en les celebracions del Dia Nacional 17 de maig.
La precipitació mitjana anual d'Oppdal és de 500 mil·límetres. Així i tot, els hiverns no són molt freds; la temperatura mitjana de gener és de -6.5 °C i la mitjana de juliol és de 11,5 °C a una altitud mitjana de 543 metres.

## Economia
Les principals indústries actuals d'Oppdal són l'agricultura i el turisme. Té la major població ovina de qualsevol municipi a Noruega, amb 45.000 caps d'ovelles posar a pasturar a les muntanyes cada any. El poble està envoltat de parcs nacionals, un atractiu que atrau a centenars de visitants.